# Stan van Belkum
Stanislaus „Stan” van Belkum (ur. 1 lutego 1961 w Warmond) – holenderski piłkarz wodny grający na pozycji napastnika. Był uczestnikiem Igrzysk Olimpijskich w Moskwie i Igrzysk Olimpijskich w Los Angeles. W obu występach zajął z reprezentacją 6. miejsce.